# Apo (Occidental Mindoro)
Apo, englisch Apo Island, ist eine kleine philippinische Insel im Norden der Mindoro-Straße. Sie liegt etwa 44 km südwestlich der Insel Mindoro.

## Geographie

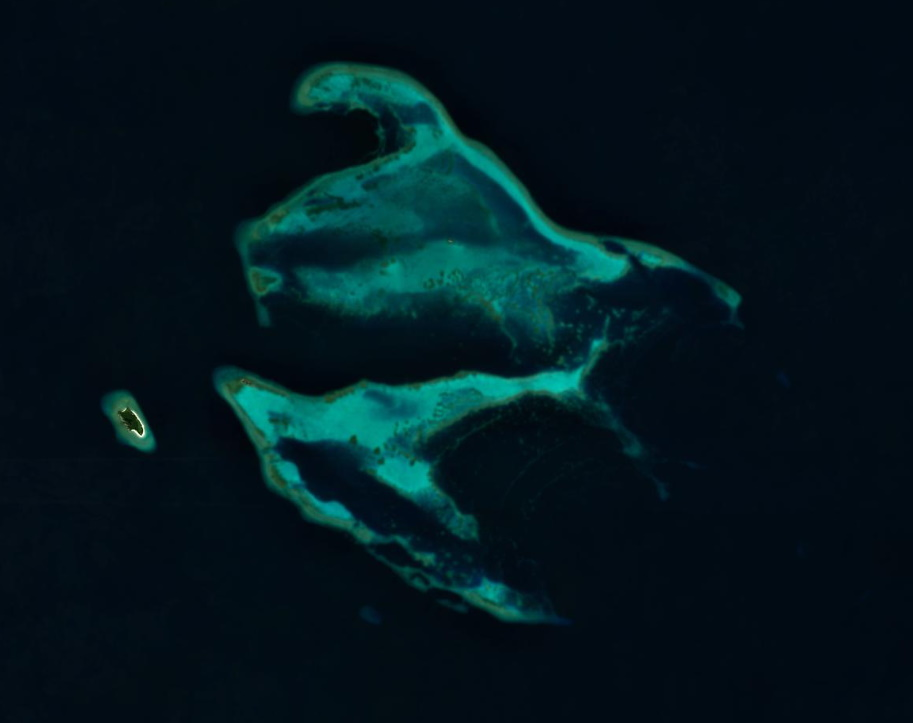
Apo und das Apo-Riff

Zwei Kilometer östlich der flachen, dicht bewachsenen Insel Apo befindet sich das nach ihr benannte und insbesondere unter Sporttauchern bekannte Apo-Riff, eine große und artenreiche Riffplattform.

## Nutzung
Im Nordosten der unbewohnten Insel steht mit dem Apo Reef Lighthouse ein für die Schifffahrt wichtiger 36 m hoher Leuchtturm.
Für den Tauchtourismus im Apo-Riff bildet die Insel zudem einen Anlandepunkt für Bootsüberfahrten von Mindoro.

## Verwaltung
Apo gehört zur philippinischen Provinz Occidental Mindoro.